# Sándor Rónai
Sándor Rónai (Miskolc, 6 ottobre 1892 – Budapest, 28 settembre 1965) è stato un politico ungherese, presidente del Consiglio di presidenza ungherese dal 1950 al 1952 e presidente dell'Assemblea nazionale d'Ungheria dal 1952 al 1963.